# Biblidini
Biblidini es una tribu de lepidópteros perteneciente a la familia Nymphalidae. 

## Géneros
Contiene las siguientes subtribus y géneros:
Subtribu: Ageroniina
- Géneros: Batesia - Ectima - Hamadryas - Panacea

Subtribu: Biblidina
- Géneros: Biblis

Subtribu: Callicorina
- Géneros: Antigonis - Callicore - Catacore - Diaethria - Haematera - Mesotaenia - Orophila - Paulogramma - Perisama

Subtribu: Epicalina
- Géneros: Catonephele - Cybdelis - Eunica - Myscelia - Nessaea - Sea

Subtribu: Epiphilina
- Géneros: Asterope - Bolboneura - Epiphile - Lucinia - Nica - Peria - Pyrrhogyra - Temenis

Subtribu: Eubagina
- Géneros: Dynamine

Subtribu: Eurytelina
- Géneros: Archimestra - Mestra - Vila